# هسلت
هسلت (به هلندی: Heesselt) یک منطقهٔ مسکونی در هلند است که در نیرینن واقع شده‌است. هسلت ۲۰۰ نفر جمعیت دارد.